# Валёр
Валёр (фр. valeur — цена, ценность, качество; восходит к лат. valer — иметь силу, стоить) — в живописи или декоративной росписи — тональный нюанс, градации одного и того же хроматического тона (цвета) по светлоте. Во многих словарях и справочниках валёры связывают с мерой светотеневой моделировки изображаемых объектов, что в принципе расходится с пониманием валёров живописцами.
В живописной практике и науке о цвете — колористике — все хроматические тона различаются по светлоте, насыщенности и яркости. Кроме того, они подразделяются на тёплые (жёлтый, оранжевый, красный) и холодные (голубой, зелёный, синий, фиолетовый). Светлота хроматического тона зависит от качеств тепло-холодности (самыми светлыми являются тёплые тона), а практически, на палитре живописца, часто определяется количеством белой или чёрной краски, прибавляемой к основному тону. Иными словами цвет можно разбеливать или затемнять. В акварельной или темперной живописи это достигается количеством воды. Просвечивающая сквозь красочный слой бумага обеспечивает нужную светлотность тона.
То и другое не связано с передачей освещённости предмета, поскольку освещённые части отражают тон источника света (холодного неба или тёплого солнца), а тень окрашена рефлексами (отражениями) окружающей среды, что искажает собственный цвет предмета. Поэтому валёр, как свойство светлотности истинного тона изображаемого предмета, проявляется не на свету и не в тени, а только на так называемом светоразделе (границе света и тени). Именно это обстоятельство объясняет довольно сложное определение валёра, данное выдающимся французским живописцем Эженом Делакруа: «Окрашенный рефлексом полутон есть тот принцип, который должен доминировать, потому что именно он даёт верный тон — тот тон, который образует валёры, столь важные в предмете и придающие ему подлинную живость. Свет, которому в наших школах учат придавать такое же значение и который мы переносим на полотно одновременно с полутоном и тенью, на самом деле есть не что иное, как чисто случайное обстоятельство; цвет в настоящем смысле слова находится в окрашенном рефлексом полутоне».
Валёр в понимании Делакруа есть основной тон предмета, истинное колористическое качество, которое уничтожается светотенью: разбеливается в свете и сильно меняется в тени. Иначе говоря, только на светоразделе и проявляется истинный цвет изображаемого предмета. Следовательно, именно валёры позволяют гармонизировать (приводить к искомому соответствию) цвета изображаемых предметов. Поэтому валёр называют «ключом» живописной композиции. От валёров зависит построение колорита живописного произведения, при этом сохраняются качества предметности, материальности изображаемых объектов. Именно так писали свои замечательные пейзажи барбизонцы.
Сложность заключается в том, что в истории искусства разные художники в силу различий творческих методов, направлений и стилей, субъективных взглядов и индивидуальных манер понимали слово «валёр» по-своему. В натуралистичной живописи академистов валёр — то же самое, что градация светотени, то есть характеристика цвета в зависимости от того, изображается ли освещённая или затенённая часть предмета. В античном и средневековом искусстве, где, по существу, ещё не сформировалось живописи как искусства «живо писать», передавая тепло-холодные отношения тонов, была лишь свѐтопись — передача исключительно светотеневых отношений (скиаграфия).
В искусстве проторенессанса и кватроченто (раннего Возрождения) живопись представляла собой раскраску локальными тонами контурного рисунка; в искусстве флорентийской школы и римских последователей Рафаэля также преобладала осязательная ценность формы. Венецианцы, напротив, придерживались живописного отношения к форме и пространству, используя всё богатство валёров и рефлексов.
В XVII веке валёры мастерски использовали малые голландцы в живописи натюрмортов, а также Я. Вермеер. Такие антагонисты, но гении живописи, как Рубенс и Рембрандт писали тени тёплыми, а «света́» (профессиональный термин) холодными либо наоборот, но всегда контрастно в тепло-холодном отношении. Мастером валёров был Ж.-Б. С. Шарден.
Позднее принцип валёра разрушили импрессионисты и постимпрессионисты, они отбросили «основное цветовое качество», заменив его принципом разложения света и оптическим смешением цветов: создания колористических ощущений на основе контрастов дополнительных тонов: красного и зелёного, оранжевого и голубого, жёлтого и фиолетового. Светораздел при этом исчезает и предмет «растворяется» в световоздушной среде. Валёры пытался вернуть живописи П. Сезанн, но у него не было настоящих последователей и искусство валёров прервалось на долгое время.
В истории живописи можно найти много примеров локального использования тонов, приближающихся к «раскраске» без валёров. Например, картины А. Матисса. В иных случаях живописная экспрессия делает излишними валёрные моделировки, как в творчестве В. Ван Гога. Живописная гармония высочайшего качества в этих примерах достигнута иными средствами и приёмами. Художники, тяготеющие к графичности своих живописных произведений, или модернисты, например фовисты, кубисты, также валёры не используют.
Многие российские художники XX века, прошедшие обновлённую академическую школу, работают в акварельной и масляной живописи, используя традицию валёров. Так, например, живописец Д. А. Шувалов положил принцип валёров в основу педагогического метода. Своим студентам он демонстрировал метод свободного письма акварелью по увлажнённой бумаге с учётом свето-воздушной среды, тепло-холодных отношений, бликов и рефлексов. Он пояснял образно: «Блик на предмете — это отражение Солнца, он всегда тёплый, поэтому тень холодная, а истинный тон — посередине».